# ماريا كاردونا
ماريا كاردونا (بالإنجليزية: Maria Cardona)‏ هي مستشارة سياسية أمريكية، ولدت في 12 نوفمبر 1966 في بوغوتا في كولومبيا.